# RED Democratico
RED Democratico ("Democratisch Netwerk") of kortweg RED is een Arubaanse politieke partij. Sedert 17 november 2017 maakt de partij deel uit van de regeringscoalitie MEP-POR-RED, die het kabinet-Wever-Croes I steunt.
RED kan worden geduid als programmapartij, die deugdelijk bestuur een politieke thema maakte. Daarnaast profileert de partij zich ook openlijk, als enige politieke partij op Aruba, voor erkenning van homorechten en een hervorming van het drugsbeleid. De partij staat ook bekend om het gedachtegoed dat belangrijke politieke beslissingen pas genomen mogen worden na een volksraadpleging via een referendum.

## Geschiedenis
RED Democratico werd in 2003 opgericht om te strijden voor het behoud op Aruba van de Koninkrijksbanden en zo de corruptie te bestrijden. Rudy Lampe was de oprichter en partijleider.
Bij de eerste deelname aan de statenverkiezingen van 2005 behaalde de partij een statenzetel. Bij de daaropvolgende verkiezingen in 2009 en 2013 bleef de partij buiten het parlement. In 2009 voerde de RED namens haar Nederlandse zusterpartij GroenLinks campagne onder de Arubaanse stemgerechtigden voor de Europese parlementsverkiezingen. Bij de verkiezingen van 2017 behaalde de partij met Ricardo Croes als lijsttrekker een statenzetel, die zij in 2021 weer verloor. In haar campagne was een nieuw stelsel voor het stemgedrag van de Staten van Aruba het belangrijke aandachtspunt.

## Organisatie
Partijleider
- 2003-2013: Rudy Lampe (lijsttrekker in 2005, 2009 en 2013)
- 2017-heden: Ricardo Croes (lijsttrekker in 2017 en 2021)

Fractieleider
- 2005-2009: Rudy Lampe (eenmansfractie)
- 2017-2021: Ricardo Croes (eenmansfractie)

Partijvoorzitter
- 2016-2017: Leo Croes
- 2017-2020: Thomas Ruiz
- 2020-2022: Kisasha van der Bliek
- 2022-heden: Rene Kock[4]